# Maison Jovanović à Pepeljevac
La maison Jovanović à Pepeljevac (en serbe cyrillique : Кућа Јовановића у Пепељевцу ; en serbe latin : Kuća Jovanovića u Pepeljevcu) se trouve à Pepeljevac, dans la municipalité de Lajkovac et dans le district de Kolubara en Serbie. Elle est inscrite sur la liste des monuments culturels protégés de la République de Serbie (identifiant no SK 1610),,,.

## Présentation
La maison, construite dans la première moitié du XIXe siècle, se trouve à proximité du monastère de Bogovađa.
Elle est construite sur un plan rectangulaire et mesure 6,50 m sur 4,50 m, ce qui en fait un édifice de petites dimensions. Elle s'élève sur une haute fondation en pierres et est constituée de solides planches en bois ; elle est typique des maisons en deux parties avec une pièce et une « maison » (c'est-à-dire une pièce commune) dans laquelle se trouve un foyer central. Le toit à quatre pans est recouvert de tuiles.
La maison conserve encore toutes ses caractéristiques essentielles qui lui confèrent sa valeur patrimoniale.